# Frecuencia de resonancia
Se denomina frecuencia de resonancia a aquella frecuencia característica de un cuerpo o un sistema que alcanza el grado máximo de oscilación.
Todo cuerpo o sistema tiene una o varias frecuencias características. Cuando un sistema es excitado a una de sus frecuencias características, su vibración es la máxima posible. El aumento de vibración se produce porque a estas frecuencias el sistema entra en resonancia magnética.

## Sistemas eléctricos
En un sistema eléctrico, la frecuencia de resonancia es aquella a la que la función de transferencia alcanza su máximo. Es decir, dada una entrada, se obtiene una salida máxima.
v=0